# 1984 Фединський
1984 Фединський (1984 Fedynskij) — астероїд головного поясу, відкритий 10 жовтня 1926 року.
Тіссеранів параметр щодо Юпітера — 3,239.